# فاکتوریل
فاکتوریلِ (به انگلیسی: Factorial) هر عدد طبیعی در ریاضیات از حاصل‌ضرب آن عدد در تمام اعداد طبیعی کوچک‌تر از آن بدون صفر به دست می‌آید. فاکتوریل عددی مانند {\displaystyle n} را {\displaystyle n!} می‌نویسند و «اِن فاکتوریل» می‌خوانند. همچنین طبق قرارداد، فاکتوریل صفر برابر با یک است.

فاکتوریل برای اولین بار توسط کریستیان کرامپ و در سال ۱۸۰۸ معرفی شد.
|    | {\displaystyle n!}                 |
| -- | ---------------------------------- |
| ۰  | ۱                                  |
| ۱  | ۱                                  |
| ۲  | ۲                                  |
| ۳  | ۶                                  |
| ۴  | ۲۴                                 |
| ۵  | ۱۲۰                                |
| ۶  | ۷۲۰                                |
| ۷  | ۵٬۰۴۰                              |
| ۸  | ۴۰٬۳۲۰                             |
| ۹  | ۳۶۲٬۸۸۰                            |
| ۱۰ | ۳٬۶۲۸٬۸۰۰                          |
| ۱۱ | ۳۹٬۹۱۶٬۸۰۰                         |
| ۱۲ | ۴۷۹٬۰۰۱٬۶۰۰                        |
| ۱۳ | ۶٬۲۲۷٬۰۲۰٬۸۰۰                      |
| ۱۴ | ۸۷٬۱۷۸٬۲۹۱٬۲۰۰                     |
| ۱۵ | ۱٬۳۰۷٬۶۷۴٬۳۶۸٬۰۰۰                  |
| ۲۰ | ۲٬۴۳۲٬۹۰۲٬۰۰۸٬۱۷۶٬۶۴۰٬۰۰۰          |
| ۲۵ | ۱۵٬۵۱۱٬۲۱۰٬۰۴۳٬۳۳۰٬۹۸۵٬۹۸۴٬۰۰۰٬۰۰۰ |

## تعریف
تابع فاکتوریل به صورت زیر تعریف شده:
{\displaystyle n!=\prod _{k=1}^{n}k\qquad \forall n\in \mathbb {N} .}
{\displaystyle =1\times 2\times 3\times ...\times (n-2)\times (n-1)\times (n)}
{\displaystyle =n\times (n-1)\times (n-2)\times ...\times (2)\times (1)}
این تابع به شکل توابع بازگشتی به صورت زیر تعریف می‌شود:
{\displaystyle n!={\begin{cases}n\leq 1&1\\n>1&n(n-1)!\\\end{cases}}\qquad \forall n\in \mathbb {N} .}
مثال
{\displaystyle 5!=1\times 2\times 3\times 4\times 5=120}

{\displaystyle 6!=1\times 2\times 3\times 4\times 5\times 6=720}
هر چند توضیحات فوق در رابطه با فاکتوریل کاملاً صحیح است اما نمی‌تواند توضیح دهد که چرا فاکتوریل صفر برابر با یک است؛ یا اینکه آیا اعداد اعشاری یا منفی هم فاکتوریل دارند یا خیر؟ در واقع فاکتوریل تعریف جامع‌تری دارد.

### فاکتوریل صفر
فاکتوریل ۰ برابر با ۱ می‌باشد.
{\displaystyle 0!=1}
بر‌اساس این تعریف خواهیم داشت:
{\displaystyle 1!=1\times 0!=1\times 1=1}

### فاکتوریل اعداد غیرطبیعی
برای محاسبه فاکتوریل بر روی اعداد غیرطبیعی از معادل ریاضیاتی فاکتوریل استفاده می‌کنیم؛ بنابراین بر اساس تعریف تابع گاما می‌توانیم به صورت {\displaystyle n!=\Gamma (n+1)} بنویسیم.

## تعریف اصلی فاکتوریل

نمودار تابع فاکتوریل؛ همان‌طور که می‌بینید تمام اعداد به جز اعداد صحیح منفی دارای فاکتوریل هستند.

در سطحی بالاتر تعریفی که برای فاکتوریل ارائه شده و می‌توان با استفاده از آن فاکتوریل را برای تمام اعداد به جز اعداد صحیح منفی محاسبه کرد. با استفاده از تعریف تابع گاما خواهیم داشت:
{\displaystyle n!=\int _{0}^{\infty }t^{n}e^{-t}\,dt}
نکته دیگر در مورد اعداد صحیح منفی این است که مقدار فاکتوریل برای آن‌ها به سمت بی‌نهایت میل می‌کند.
فاکتوریل کاربردهای بسیاری در علوم مختلف از جمله فیزیک دارد.
جالب است بدانید که : {\displaystyle (-{\frac {1}{2}})!={\sqrt {\pi }}}

## چند رابطه دربارهٔ فاکتوریل
فاکتوریل زیر پیوند کلیات توابع بشمار می‌آید که برحسب جز؛ چیدمان از نواحی زیرین توابع موضوع می‌گیرد
- :{\displaystyle \log n!=\sum _{x=1}^{n}\log x.}
- :{\displaystyle e\left({\frac {n}{e}}\right)^{n}\leq n!\leq e\left({\frac {n+1}{e}}\right)^{n+1}.}
- :{\displaystyle n!\approx {\sqrt {2\pi n}}\left({\frac {n}{e}}\right)^{n}.}
- :{\displaystyle n!=\Gamma (n+1).\,}
- :{\displaystyle {\begin{aligned}n!=\Pi (n)&=\prod _{k=1}^{\infty }\left({\frac {k+1}{k}}\right)^{n}\!\!{\frac {k}{n+k}}=\left[\left({\frac {2}{1}}\right)^{n}{\frac {1}{n+1}}\right]\left[\left({\frac {3}{2}}\right)^{n}{\frac {2}{n+2}}\right]\left[\left({\frac {4}{3}}\right)^{n}{\frac {3}{n+3}}\right]\cdots .\end{aligned}}}
- :{\displaystyle z!=\sum _{n=0}^{\infty }g_{n}z^{n}.}
- :{\displaystyle (2k-1)!!=\prod _{i=1}^{k}(2i-1)={\frac {(2k)!}{2^{k}k!}}={\frac {_{2k}P_{k}}{2^{k}}}={\frac {{(2k)}^{\underline {k}}}{2^{k}}}.}
- :{\displaystyle n\$\equiv {\begin{matrix}\underbrace {n!^{{n!}^{{\cdot }^{{\cdot }^{{\cdot }^{n!}}}}}} \\n!\end{matrix}},\,}